# 블핑하우스
블핑하우스는 대한민국의 방송국 JTBC가 제공하는 대한민국의 BLACKPINK 대상 버라이어티 프로그램이다. 이 프로그램은 일상을 포함한 BLACKPINK의 멤버들에 관한 내용을 다룬다. 이 프로그램의 1화는 JTBC2 채널에서 2018년 1월 6일 방영되었다. 유튜브와 네이버 V LIVE를 통해서도 방영된다. 아마존 프라임 비디오를 통해서도 시청이 가능하다.